# 春秋笔法
春秋笔法，又称春秋書法或微言大义，指行文中虽然不直接阐述对人物和事件的看法，但是却透过细节描写，修辞手法（例如词汇的选取）和材料的筛选，委婉而微妙地表达作者主观看法。原意是指由後世人嚴格查定前人，看誰是極惡之人、誰尊敬當朝，即所謂「善惡自有歷史證明」:13。当下，春秋笔法则指文章用笔曲折而意含褒贬的写作手法。
孔子於西元前480年左右編纂《春秋》（也有人认为並非孔子著作）:13。孔子在记述历史时，暗含褒贬。到后世別人寫「春秋三傳」（《左氏傳》、《公羊傳》、《穀梁傳》）三種註釋書，將本來僅是年表之《春秋》所傳達之各種事件，加上「此人行為正確」、「此人結果不當，是不好的」等嚴格批判，決定善惡:13-14。作者为了阐述孔子的思想，撰写了专门的著作以解释《春秋》的内在涵义，特别是其中涉及礼的一些细节。然後，由於孟子曰「孔子成春秋，而亂臣賊子懼」，「春秋筆法」一語便開始有「誰是極惡之人，或是尊敬朝廷，由後世人們嚴格查定」之意思:14。这种做法称为微言大义或者春秋笔法，受到中国古代的传统所褒扬。宋欧阳修组织编修的《新唐书》、《新五代史》大量运用春秋笔法。錢大昕云：“《春秋》，褒貶善惡之書也。”朱熹认为《春秋》并无表示褒贬之义的所谓书法。例如春秋時期鄭國內亂之一的共叔段之亂，孔子等人便譏刺鄭莊公和共叔段兄弟之間的行為（即“鄭伯克段於鄢”），但對於潁考叔卻是讚譽有加。

## 实例
春秋笔法运用中较知名的有一字寓褒貶。如三个表示杀的动词：杀、弑、诛，其实各有深层含义。杀指无罪而杀，弑指以下犯上，诛则指有罪、有理而杀。
《孟子·梁惠王章句下·第八》中齐宣王问关于周武王讨伐商纣之事：“臣弑其君，可乎？”指武王是以臣子身分起兵推翻杀死了纣王。孟子回答："残贼之人为谓之‘一夫’。闻诛一夫纣矣，未闻弑君也”。（损害仁义之人，只不过是个无道寡助的匹夫、独夫。我只知道诛除了一个叫纣的有罪之人，却没有听说过这是以下犯上的弑君。）